# Marc Van de Looverbosch
Marc Van de Looverbosch (Mortsel, 10 februari 1955) is een Belgisch journalist.

## Levensloop
Hij is werkzaam voor de VRT met als specialisatie de Wetstraatjournalistiek. Hij studeerde politieke en sociale wetenschappen. Van 1978 tot 1992 was hij docent in het sociaal hoger onderwijs, daarna begon hij te werken bij de VRT.
In oktober 2003 werd hij aangesteld tot voorzitter van de raad van bestuur van de Vlaamse Vereniging van Journalisten (VVJ) in opvolging van waarnemend voorzitter Luc Standaert. Kort daarvoor, in februari 2003 was hij verkozen tot ondervoorzitter van deze organisatie. Hij werd als voorzitter van de VVJ opgevolgd door Kris Van Haver in 2015. Tevens een tijdlang voorzitter van de Algemene Vereniging van Beroepsjournalisten in België (AVBB) in opvolging van Manuela Hollanders. 
Daarnaast is hij academisch medewerker aan het departement communicatiewetenschappen aan de Universiteit Antwerpen.
Begin 2017 liep op Canvas de politieke documentairereeks Wissel van de macht, een programma waarin Van de Looverbosch terugblikt op zes kantelmomenten in de geschiedenis van Vlaamse politieke partijen.
Van april 2017 tot aan de zomervakantie presenteerde Van de Looverbosch De zevende dag, samen met Ihsane Chioua Lekhli. In dat programma was hij eerder ook al gastpresentator.
In 2019 maakte Van Looverbosch een vervolg op het eerste seizoen van Wissel van de macht, het tweede seizoen bestond in tegenstelling tot seizoen 1 uit vijf afleveringen.
In 2019 ging hij met pensioen. In 2022 keerde hij echter terug naar het scherm: bij Vlaams Parlement TV werd hij presentator van Studio Vlaams Parlement en Het gesprek.